# Наталія Вергара
Наталія Вергара (ісп. Natalia Vergara; нар. 4 травня 1973, Мадрид, Іспанська держава) — іспанська співачка та актриса. 

## Біографія
Наталія Вергара народилася 4 травня 1973 року в Мадриді. На початку своєї музичної кар'єри у складі групи Clan Club Вергара перемогла на фестивалі Villa de Madrid у 1996 році. Закінчила Universidad C.E.U. / Universidad CEU San Pablo (право). Співачка є президенткою AMCE (Asociación de Mujeres Creadoras de Música en España).

## Дискографія
- 2008: Ama lo que mamas...
- 2016: De Venus Amarte...[5]